# Arleux

Arleux este o comună în departamentul Nord, Franța. În 1 ianuarie 2022 avea o populație de 3.148 de locuitori.